# ایسایاس مدینا انگاریتا
ایسایاس مدینا انگاریتا (اسپانیایی: Isaías Medina Angarita‎؛ (زادهٔ ۶ ژوئیه ۱۸۹۷ – درگذشته ۱۵ سپتامبر ۱۹۵۳) یک نظامی و سیاستمدار اهل ونزوئلا بود.
او از ۵ مه ۱۹۴۱ تا ۱۸ اکتبر ۱۹۴۵ رئیس‌جمهور ونزوئلا بود.